# 병사 (군사)

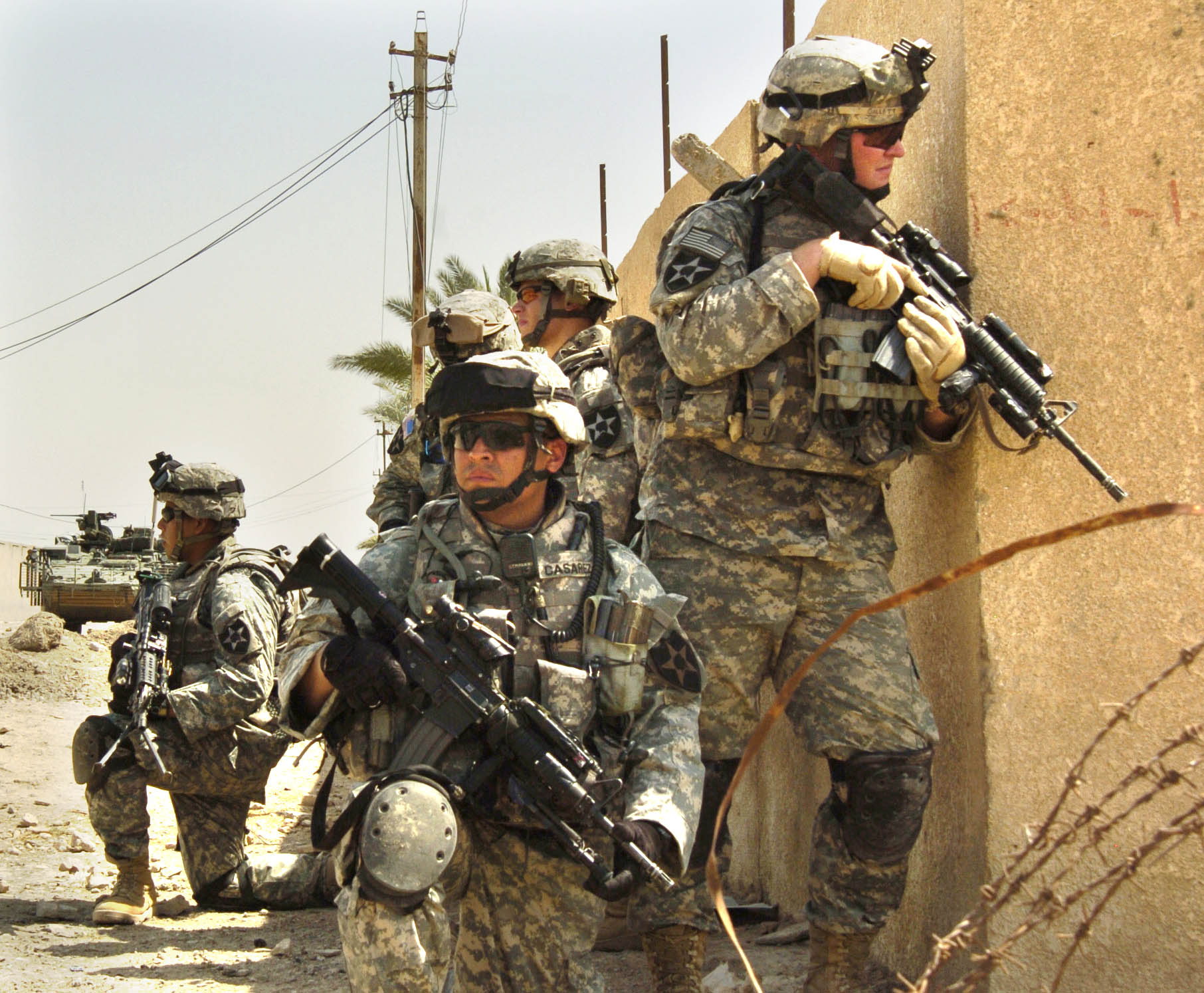
2006년 이라크 바그다드의 미군 병사들

병사(兵士)는 국가의 군대에 정식으로 복무하면서 전쟁 또는 유사시에 전투 임무에 나서는 직업 종사자인 군인 중  부사관 미만의 계급이다. 즉 분대장 미만의 병을 지칭한다.
대한민국 국군에서는 사병'이나 '병사'라는 단어는 쓰지 않고, 오직 '병'이라고만 칭한다. 대한민국 육군은 대개 병장인 병이 분대장을 맡는다. 1980년대에는 쫄병(卒兵)이라 불렀으나 이후 '쫄'을 빼고 그냥 '병'으로만 부른다.
이등병~일등병~상등병~병장 계급장의 형태는 지구 구성요소인 작대기 1개~4개의 층을 표시한 것. 군 기반 형성의 상징으로 계급이 오를수록 전투 능력 향상 및 임무수행의 숙달을 의미한다.

## 대한민국 이외의 국가의 경우
- 미국을 포함한 서방세계의 경우 부사관이라는 개념이 없으며 군인은 '장교'와 '사병'으로만 구분된다. 부사관도 신분분류상으로는 병사에 해당된다. 때문에 병사로 군복무를 오래하면 자동으로 부사관이 된다.

- 구 공산권 국가의 경우 장교의 계급이 세분화되어 있었다.

- 전세계에서 유일하게 대한민국만 직업 병사가 없이 전원 징집 병사만 존재한다. 나머지 국가의 군대들은 모병제 국가의 군대는 100% 직업 병사이며 징병제 국가의 군대는 상등병부터 직업 병사이다. 북한 역시 직업 병사를 초기복무사관(超期服務士官)이라 한다.

## 대한민국의 경우
- 대한민국 국군의 경우 하사 이상 부사관과 장교는 지원자이며, '병'은 징집병이므로, 이등병(이병), 일등병(일병), 상등병(상병), 병장만 '병'으로 지칭한다.
  - 1994년 이전에는 '부사관'이, '하사관'이라고 불렸고, 병을 포함한 '사병'으로서 장교와 구별되었다.
  - 1994년 이전에는 '병사'를 '졸병'(卒兵) 또는 '쫄병'이라고 불렀다.

- 흔히 언론에서 일컫는 '사병'이란 말은 대한민국에서 징집병을 뜻하나, 이는 1994년 군인사법 개정 이후 '하사관'과 마찬가지로 쓰이지 않는 단어이다. 영어로는 'enlisted'라고 번역된다.
  - 그러나 원래 한국에서 '사병'이라는 말은 '부사관'(non-commissioned officer)을 포함하는 의미였다. 따라서, 한국어로는 군인 모두를 의미하는 '장병'이나 장교, 부사관, 병으로 구분하여 명시하여야 한다.
  - 마찬가지로, '병사'라는 말 또한, 대한민국 법에서는 존재하지 않는 단어이다. 부사관인 상사, 중사, 하사 등과 마찬가지로 비슷하게 '병사'로 칭하나, 군인사법에서는 당연히 지원자인 부사관은 간부로서 징집병인 병과 구분되어 있으므로, '병사'나 '사병'이란 말대신 병으로 일러져야 한다.

## 같이 보기
- 군인 계급
- 장교, 부사관, 준 부사관
- 대한민국 국군
- 징병제, 모병제, 대한민국의 병역 제도